# Placas de Peyer
Las placas de Peyer son cúmulos de tejido linfático que recubren interiormente las paredes del intestino delgado, constituidos por células sensibilizadas y especializadas en identificar los antígenos asociados a los alimentos que pasan a lo largo del tracto digestivo, debido a que contienen macrófagos que destruyen bacterias o microorganismos nocivos para el cuerpo humano.
En su mayor parte, estos folículos linfoides se ubican en el íleon terminal y están formados principalmente por linfocitos B, que sintetizan inmunoglobulinas A, que a su vez van a realizar una función muy importante de inmunidad (exclusión inmunológica), opsonizando agentes patógenos que atraviesen estas paredes para que estos últimos puedan ser procesados por las células presentadoras de antígenos (CPA) y presentando a los linfocitos T, desencadenando una respuesta inmune.
Además de los ganglios linfáticos y el bazo, los linfocitos se encuentran en muchos tejidos, bien diseminados o en forma de agregados. Algunos de estos grupos están anatómicamente bien organizados y poseen propiedades singulares. Situados bajo la mucosa de los tractos respiratorios y gastrointestinal, hay agregados de linfocitos y células accesorias que se asemejan a los ganglios linfáticos en cuanto a estructura y función. Entre estos agregados se incluyen las placas de Peyer en la lámina propia del intestino delgado, las amígdalas en la faringe y los folículos linfoides en la submucosa del apéndice y en toda la extensión de las vías aéreas superiores. El tejido linfoide de estas zonas constituye el Sistema inmunitario de las mucosas.

## En la salmonelosis
La patogenia de la salmonelosis por lo general de Salmonella del serotipo Typhi comienza con la ingestión de un inóculo, superiores a 106 y, especialmente, desde 109 bacterias.[cita requerida] Si el inóculo es suficientemente grande, superará la barrera gástrica que supone el pH ácido. El organismo patógeno logra atravesar la barrera intestinal y es fagocitado en las placas de Peyer, y su protección frente a polimorfonucleares, sistema del complemento e inmunoglobulinas le permite diseminarse linfáticamente y colonizar los territorios del sistema fagocítico mononuclear. El inóculo comenzará entonces a multiplicarse y a aumentar en número, llegando a producir la necrosis de las placas de Peyer por aplastamiento de las microvellosidades del intestino delgado.